# Campeonato Mundial de Natação em Piscina Curta de 2018 - 100 m medley feminino
A prova dos 100 metros nado medley feminino do Campeonato Mundial de Natação em Piscina Curta de 2018 foi disputado entre os dias 13 e 14 de dezembro de 2018, no Hangzhou Sports Park Stadium, em Hangzhou, na China. 

## Recordes
Antes desta competição, os recordes mundiais e do campeonato nesta prova eram os seguintes:
|                       | Nome           | Nacionalidade | Tempo | Local  | Data                  |
| --------------------- | -------------- | ------------- | ----- | ------ | --------------------- |
| Recorde mundial       | Katinka Hosszú | Hungria       | 56,51 | Berlim | 7 de agosto de 2017   |
| Recorde do campeonato | Katinka Hosszú | Hungria       | 56,70 | Doha   | 5 de dezembro de 2014 |

## Medalhistas
| Ouro                 | Prata           | Bronze              |
| Katinka Hosszú (HUN) | Runa Imai (JPN) | Alia Atkinson (JAM) |

## Resultados

### Eliminatórias
As eliminatórias ocorreram dia 13 de dezembro com um total de 39 nadadoras. 
| Colocação | Bateria | Raia | Nadadora               | Nacionalidade   | Tempo   | Notas |
| --------- | ------- | ---- | ---------------------- | --------------- | ------- | ----- |
| 1         | 4       | 4    | Katinka Hosszú         | Hungria         | 58.05   | Q     |
| 2         | 4       | 3    | Melanie Margalis       | Estados Unidos  | 58.87   | Q     |
| 3         | 3       | 5    | Runa Imai              | Japão           | 58.99   | Q     |
| 4         | 4       | 5    | Emily Seebohm          | Austrália       | 59.11   | Q     |
| 5         | 3       | 3    | Ye Shiwen              | China           | 59.24   | Q     |
| 6         | 4       | 6    | Jenna Laukkanen        | Finlândia       | 59.39   | Q     |
| 7         | 3       | 6    | Rika Omoto             | Japão           | 59.48   | Q     |
| 8         | 3       | 4    | Kathleen Baker         | Estados Unidos  | 59.52   | Q     |
| 9         | 2       | 4    | Alia Atkinson          | Jamaica         | 59.69   | Q     |
| 10        | 3       | 2    | Ilaria Cusinato        | Itália          | 59.76   | Q     |
| 11        | 2       | 5    | Maria Kameneva         | Rússia          | 59.78   | Q     |
| 12        | 2       | 6    | Lena Kreundl           | Áustria         | 59.94   | Q     |
| 13        | 3       | 8    | Rūta Meilutytė         | Lituânia        | 1:00.11 | Q     |
| 14        | 3       | 7    | Lidón Muñoz del Campo  | Espanha         | 1:00.71 | Q     |
| 15        | 2       | 3    | Susann Bjørnsen        | Noruega         | 1:00.82 | Q     |
| 16        | 2       | 2    | Yang Chang             | China           | 1:01.24 | Q     |
| 17        | 3       | 0    | Marie Pietruschka      | Alemanha        | 1:01.34 |       |
| 18        | 4       | 2    | Anastasiia Sorokina    | Rússia          | 1:01.47 |       |
| 19        | 2       | 7    | Kan Cheuk Tung Natalie | Hong Kong       | 1:01.49 |       |
| 20        | 4       | 7    | Kristýna Horská        | Chéquia         | 1:01.60 |       |
| 21        | 4       | 1    | Viktoriya Zeynep Güneş | Turquia         | 1:01.66 |       |
| 22        | 4       | 0    | Diana Petkova          | Bulgária        | 1:01.75 |       |
| 23        | 3       | 1    | Jessica Vall           | Espanha         | 1:01.79 |       |
| 24        | 1       | 4    | Neža Klančar           | Eslovênia       | 1:01.87 |       |
| 25        | 2       | 8    | Rebecca Meder          | África do Sul   | 1:01.93 |       |
| 26        | 2       | 1    | Ieva Maļuka            | Letônia         | 1:01.94 |       |
| 27        | 3       | 9    | Raquel Gomes Pereira   | Portugal        | 1:02.07 |       |
| 28        | 4       | 8    | Seraina Sturzenegger   | Suíça           | 1:02.10 |       |
| 29        | 2       | 9    | Andrea Podmaníková     | Eslováquia      | 1:02.77 |       |
| 30        | 4       | 9    | Margaret Markvardt     | Estónia         | 1:02.99 |       |
| 31        | 2       | 0    | Julia Sebastián        | Argentina       | 1:03.16 |       |
| 32        | 1       | 5    | Georgina McCarthy      | Nova Zelândia   | 1:04.50 |       |
| 33        | 1       | 3    | Nicole Rautemberg      | Paraguai        | 1:05.04 |       |
| 34        | 1       | 0    | Sara Pastrana          | Honduras        | 1:07.96 |       |
| 35        | 1       | 8    | Nooran Ba-Matraf       | Iêmen           | 1:08.53 |       |
| 36        | 1       | 2    | Latroya Pina           | Cabo Verde      | 1:09.99 |       |
| 37        | 1       | 6    | Avice Meya             | Uganda          | 1:13.51 |       |
| 38        | 1       | 7    | Alex Maclaren          | Turcas e Caicos | 1:19.83 |       |
| 39        | 1       | 1    | Aishath Sausan         | Maldivas        | 1:19.91 |       |

### Semifinal
A semifinal ocorreu dia 13 de dezembro. 
Semifinal 1
| Colocação | Raia | Nadadora              | Nacionalidade  | Tempo   | Notas |
| --------- | ---- | --------------------- | -------------- | ------- | ----- |
| 1         | 4    | Melanie Margalis      | Estados Unidos | 58.33   | Q     |
| 2         | 6    | Kathleen Baker        | Estados Unidos | 58.54   | Q     |
| 3         | 3    | Jenna Laukkanen       | Finlândia      | 58.60   | Q     |
| 4         | 5    | Emily Seebohm         | Austrália      | 58.64   | Q     |
| 5         | 7    | Lena Kreundl          | Áustria        | 59.46   |       |
| 6         | 2    | Ilaria Cusinato       | Itália         | 59.85   |       |
| 7         | 1    | Lidón Muñoz del Campo | Espanha        | 1:00.69 |       |
| 8         | 8    | Yang Chang            | China          | 1:00.86 |       |

Semifinal 2
| Colocação | Raia | Nadadora        | Nacionalidade | Tempo   | Notas |
| --------- | ---- | --------------- | ------------- | ------- | ----- |
| 1         | 4    | Katinka Hosszú  | Hungria       | 57.69   | Q     |
| 2         | 5    | Runa Imai       | Japão         | 58.04   | Q     |
| 3         | 2    | Alia Atkinson   | Jamaica       | 58.20   | Q     |
| 4         | 6    | Rika Omoto      | Japão         | 58.60   | Q     |
| 5         | 3    | Ye Shiwen       | China         | 58.94   |       |
| 6         | 7    | Maria Kameneva  | Rússia        | 58.97   |       |
| 7         | 1    | Rūta Meilutytė  | Lituânia      | 59.81   |       |
| 7         | 1    | Susann Bjørnsen | Noruega       | 1:01.04 |       |

### Final
A final foi realizada em 14 de dezembro. 
| Colocação         | Raia | Nadadora         | Nacionalidade  | Tempo | Notas |
| ----------------- | ---- | ---------------- | -------------- | ----- | ----- |
| Medalha de ouro   | 4    | Katinka Hosszú   | Hungria        | 57.26 |       |
| Medalha de prata  | 5    | Runa Imai        | Japão          | 57.85 |       |
| Medalha de bronze | 3    | Alia Atkinson    | Jamaica        | 58.11 |       |
| 4                 | 6    | Melanie Margalis | Estados Unidos | 58.32 |       |
| 5                 | 2    | Kathleen Baker   | Estados Unidos | 58.47 |       |
| 6                 | 8    | Emily Seebohm    | Austrália      | 58.78 |       |
| 7                 | 7    | Jenna Laukkanen  | Finlândia      | 59.11 |       |
| 8                 | 1    | Rika Omoto       | Japão          | 59.18 |       |

Legenda
| Recorde mundial       | Recorde mundial (World record)               |                       | Recorde africano                      | Recorde africano (African) |                                           | Q | Classificado por posição (Qualified) |
| Recorde do campeonato | Recorde do campeonato (Championship record)  | Recorde da América    | Recorde da América (Americas)         | q                          | Classificado por melhor tempo (Qualified) |   |                                      |
| Melhor marca do ano   | Melhor marca do ano (World leading)          | Recorde asiático      | Recorde asiático (Asian)              | DNS                        | Não largou (Did not start)                |   |                                      |
| Recorde nacional      | Recorde nacional (National record)           | Recorde europeu       | Recorde europeu (European)            | DNF                        | Não terminou (Did not finish)             |   |                                      |
| Recorde pessoal       | Recorde pessoal do atleta (Personal best)    | Recorde da Oceania    | Recorde da Oceania (Oceania)          | DSQ / DQ                   | Desclassificado (Disqualified)            |   |                                      |
| Recorde da temporada  | Recorde da temporada do atleta (Season best) | Recorde sul-americano | Recorde sul-americano (South America) | NM                         | Sem marca (No mark)                       |   |                                      |